# Djurstudier
Djurstudier är ett nytt akademiskt fält där djur studeras på en mängd tvärvetenskapliga sätt. Forskare från fält som pedagogik, idéhistoria, evolutionsbiologi, medie- och kommunikationsvetenskap, antropologi, etologi, kulturgeografi, miljövetenskap, psykologi, juridik, sociologi och filosofi försöker här förstå både människa-djurrelationer i dag och historiskt såväl som djuren i sig själva, som subjekt, med egna kulturer och eget existensberättigande oavsett relation till människan. Människan definieras inom fältet i allmänhet som ett djur bland andra djur, om än ett djur med exceptionell makt.
Utanför Sverige har djurstudier splittrats i dels "kritiska djurstudier" (Critical Animal Studies) med en mer opinionsbildande inriktning och dels en gren där djurs rättigheter och den etiska problematiken i allmänhet inte varit i fokus. Detta har ännu inte skett i Sverige, mycket på grund av den svenska forskningens hittillsvarande tydliga inriktning mot etik och miljöfrågor.
Tidiga insatser inom fältet i Sverige gjordes av Birgitta Forsman med avhandlingen Djurförsök, forskningsetik, politik och epistemologi, en vetenskapsteoretisk kontextualisering (1992) och Lisa Gålmark med Djur och människor, en antologi i djuretik (1997) och kulturstudien Skönheter och odjur, en feministisk kritik av djur-människa-relationen (2005) samt Jutta Falkengren med Djurens skepnader: Närhet och distans i diskurs och livsvärld, avhandling från 2005. Bland svenska forskare som helt eller delvis arbetar inom fältet djurstudier märks Gunnar Broberg, Karin Dirke, Måns S. Andersson, Thora Holmberg och Helena Pedersen.

## Kända personer inom djurstudier
Cary Wolfe
- Peter Singer

Marc Bekoff
- Tom Regan
- Carol J. Adams